# Theromyzon maculosum
Theromyzon maculosum är en ringmaskart som först beskrevs av Rathe 1862.  Theromyzon maculosum ingår i släktet Theromyzon och familjen broskiglar. Arten är reproducerande i Sverige. Inga underarter finns listade i Catalogue of Life.